# Brovary
Brovary (in ucraino Бровари?, in russo Бровары?, Brovary) è una città ucraina (109 806 abitanti) nel distretto di Brovary, nell'oblast' di Kiev. Ospita l'amministrazione del distretto di Brovary e della comunità territoriale di Brovary, una delle comunità territoriali dell'Ucraina.
Fino al 18 luglio 2020 Brovary costituiva una città di rilevanza regionale e fungeva da centro amministrativo del distretto di Brovary, sebbene non appartenesse al distretto. Come parte della riforma amministrativa dell'Ucraina, che ridusse a sette il numero di distretti dell'oblast' di Kiev, la città fu integrata nel distretto di Brovary.
Dista 20 km da Kiev.

## Geografia fisica

### Clima
Il clima a Brovary è continentale: temperatura media -5 °C in inverno e +20 °C in estate.

## Origini del nome
Il suo nome, tradotto dall'ucraino, significa "birrifici".

## Storia
Nel 1630 si ha notizia che a Brovary c'erano una cinquantina di case.
Nel 1923, invece, gli abitanti erano più di quattromila.
Nel 1942 a Brovary era stato costruito un campo di concentramento nazista per prigionieri di guerra sovietici.
Il 28 febbraio 2022, durante la guerra Russia-Ucraina, viene colpita una base militare a Brovary.